# 焼きうどん

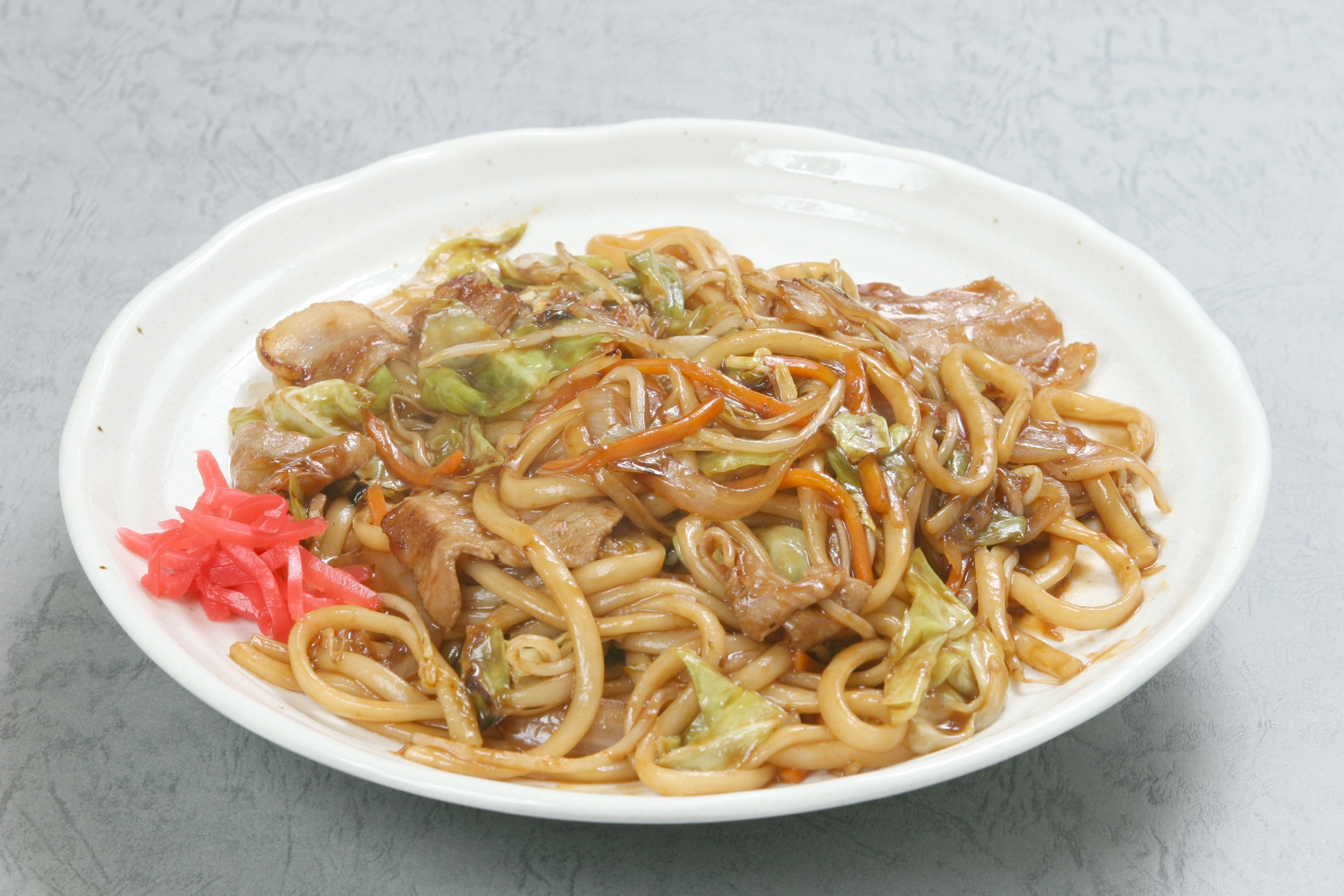
焼きうどん（ソース味）

焼きうどん（やきうどん、焼き饂飩）は、焼きそばと同様にうどんを肉や野菜等の具材と共に炒め、調味料で味をつけた日本の料理。

## 歴史
焼きうどんの元祖を名乗る店舗は複数あり、発祥は不明。「焼きそば」と調理法は同じであり、うどんを用いて同様に調理すれば焼きうどんになる。戦前からうどんやひもかわを炒めた料理は食べられており、戦時下には代用食としても扱われた。

## 作り方
調理法は焼きそばと同じであり、ウスターソースを使ったり、醤油・めんつゆや、塩コショウを味付けに使う。醤油味の焼きうどんには、酢をかけて味を整える例も散見される。中にはミートソースをかけたり、ケチャップでナポリタン風、ニンニク・唐辛子でペペロンチーノ風、カレー粉・たらこ・バジル・クリームチーズで味付けすることもある。
広島県内では、ソース焼きそばと同様に、オタフクソースやカープソースと言った、広島県産のソースで味付けされた焼きうどんも多い。オタフクソースの業務用焼きうどんソースは、ウスターソース類に醤油を合わせている。醤油を隠し味に使うこともある。

## 麺
各地域・各店で様々な麺が使用される。生麺・チルド麺・乾麺で、平たい麺も使用される。
製麺所で既に茹でてある茹で麺や、冷凍うどんを使う場合、具と合わせて炒める前に、うどんを電子レンジで温めておけば混ぜるだけで良くなるので、手早く、焦がさずに作ることができる。麺をほぐす時にも、ウスターソースを使うと仕上がりのべた付きを抑えることができる。

## 具材

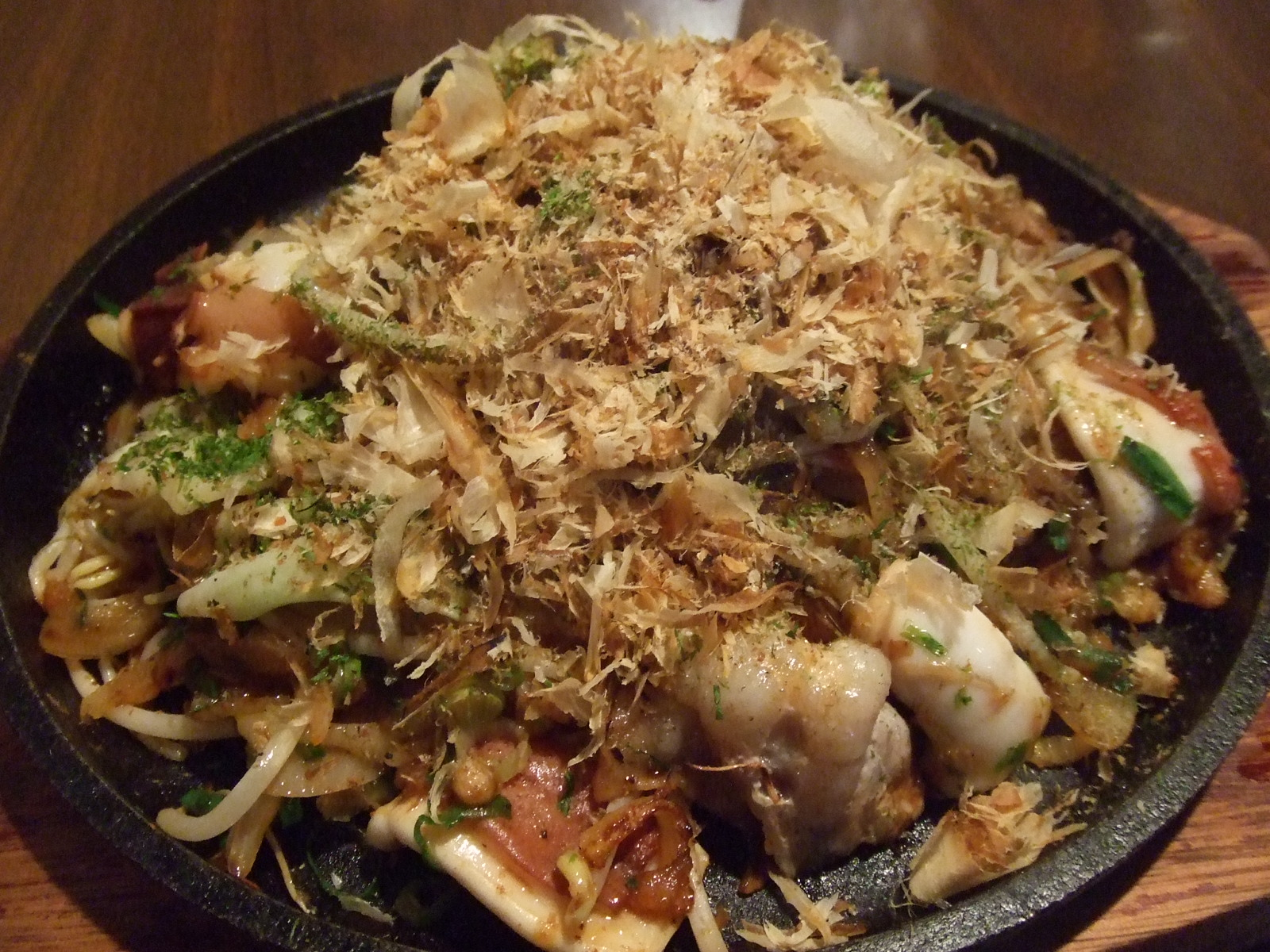
タコを入れたもの（鉄板焼き・広島風お好み焼き店）

具材は豚肉、キャベツ、タマネギ、モヤシがメインとして良く使用されている。その他、ニンジン、ピーマン、蒲鉾、天かす、小エビ、豚肉の代わりに牛肉や鶏肉を用いることもある。また、魚介類やその加工食品も利用される事があり、材料の幅は広い。
トッピングは焼そばと同様、青海苔（または海苔）、削り節、ネギなどで、付け合せに紅しょうがを添えることもある。

## 各地域の焼きうどん
ここでは、日本国内各地域のご当地グルメや一般とは異なる焼きうどんを挙げる。

### いわてまち焼きうどん
岩手県岩手郡岩手町で企画・販売されている。2009年（平成21年）6月、同町の飲食業者が「町ご当地グルメ研究会」を発足させ販売を開始。同名称で製造・販売を行うための規則として「会に加盟すること」「町内の江刈内の指定製麺業者が開発した専用うどんを使うこと」「町産食材を3種類以上使用すること」を定めている。専用麺は県産醤油を練り込んだ「黒」と、県産塩を使った「白」の2種類がある。販売開始当初の加盟店は5店舗。

### 鳩ヶ谷ソース焼きうどん
埼玉県川口市鳩ヶ谷地区で企画・販売されている。鳩ヶ谷市商工会青年部（当時）と、鳩ヶ谷地区に工場を持つブルドックソースが共同開発した専用ソースを使う。なお、この焼きうどんに使用されるソースは市役所内などにおいて2009年より販売されている。

### 亀山みそ焼きうどん

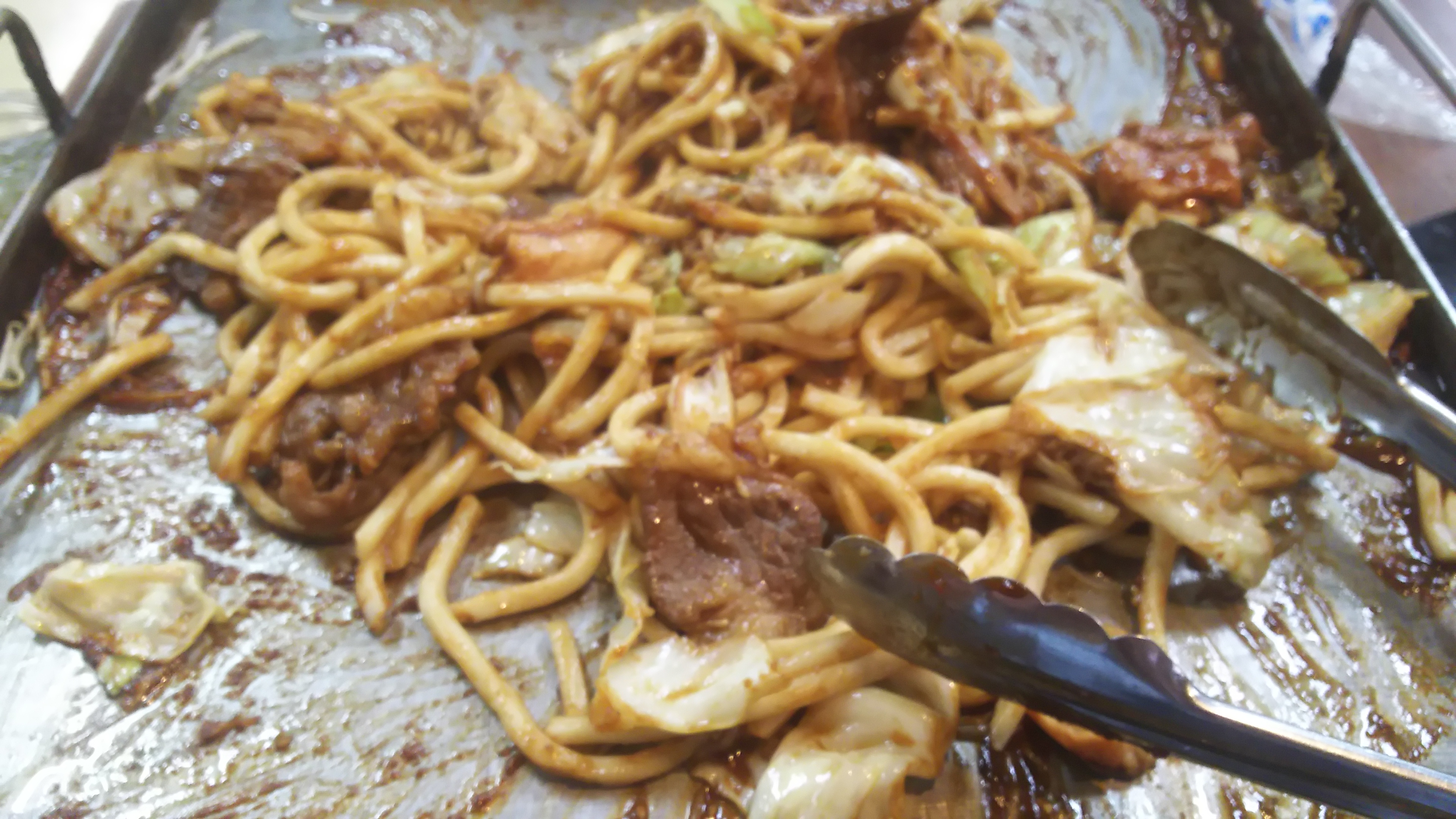
発祥の店の亀山みそ焼きうどん

三重県亀山市で企画・販売されている。2008年（平成20年）、亀山市の商店主や市職員ら有志が地域おこしのために企画したものだが、もとは市内にある焼肉店の「裏メニュー」として40年以上にわたって提供されていた。また、一部の家庭でも同じたれを使用していた。赤味噌ベースの調合した味噌だれを利用して焼くこと以外、レシピは自由である。地元の祭りの屋台での販売を経て、2009年（平成21年）6月に地域おこしとして市民団体が旗揚げした。活動しているのは15人ほどで、シンボルキャラクターの「かめみちゃん」や、地元のシンガーソングライターによるテーマソングなどを通じて広報を行っている。2010年（平成22年）4月には、三重県の「第2回県ご当地グルメ大会」に出場して準優勝した。当初は2店だけでの提供だったが、欧風レストランやドライブイン・喫茶店など市内25店舗で提供されている。

### ちゃんぽん焼き

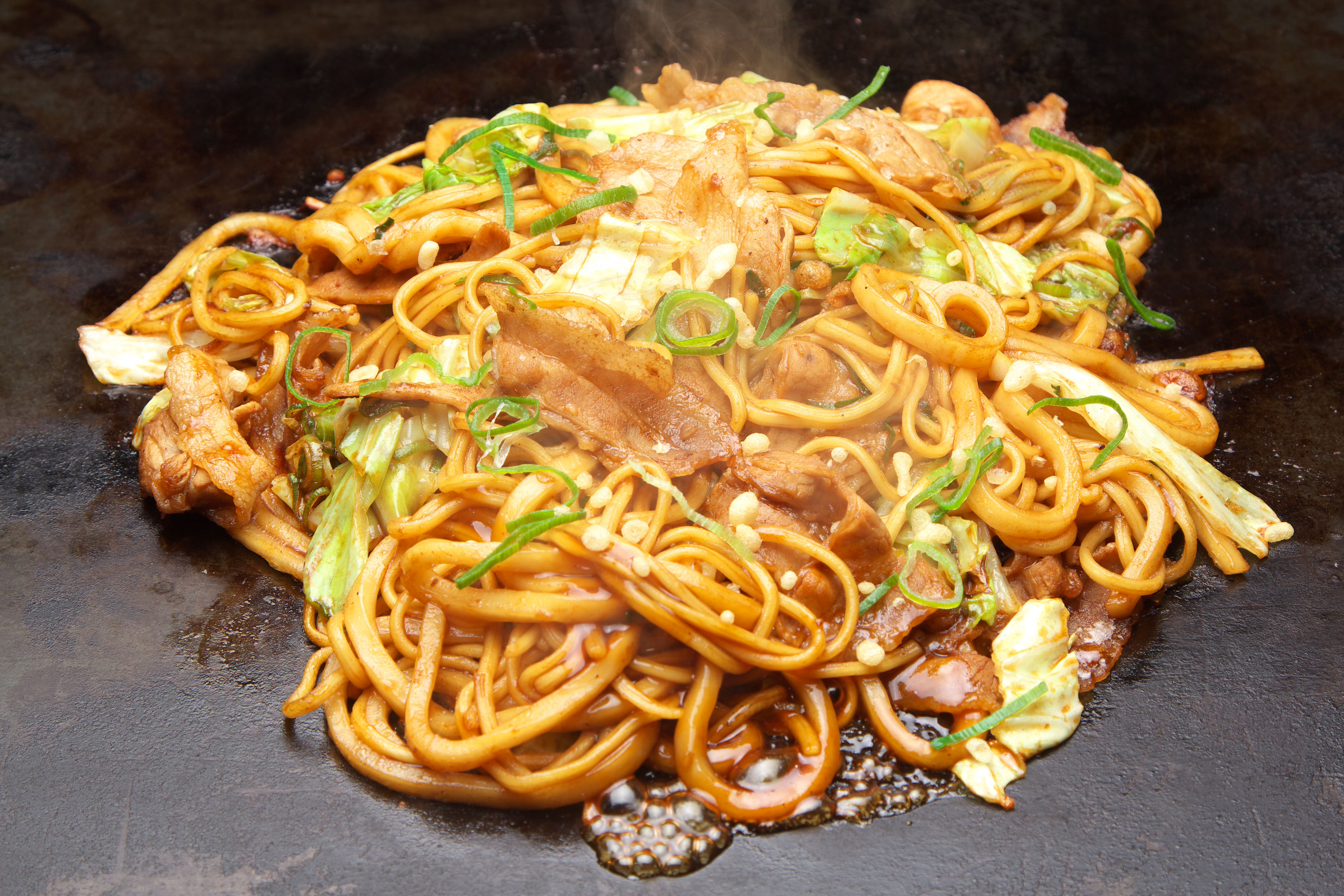
姫路ちゃんぽん焼き（うまいもん横丁）

兵庫県姫路市周辺で食べられている麺料理で、焼きそばと焼きうどんを合わせたもの。姫路では定番グルメになっている。

### 津山ホルモンうどん・佐用ホルモンうどん
兵庫県佐用町および岡山県美作地方中東部（津山市など）の郷土料理をもとに企画され、佐用町および津山市で販売されている。「津山」が鉄板上でホルモン、うどん等の具材とタレを絡めるのに対し、「佐用」はつけだれで食べる点に違いがある。

### 小倉発祥焼うどん

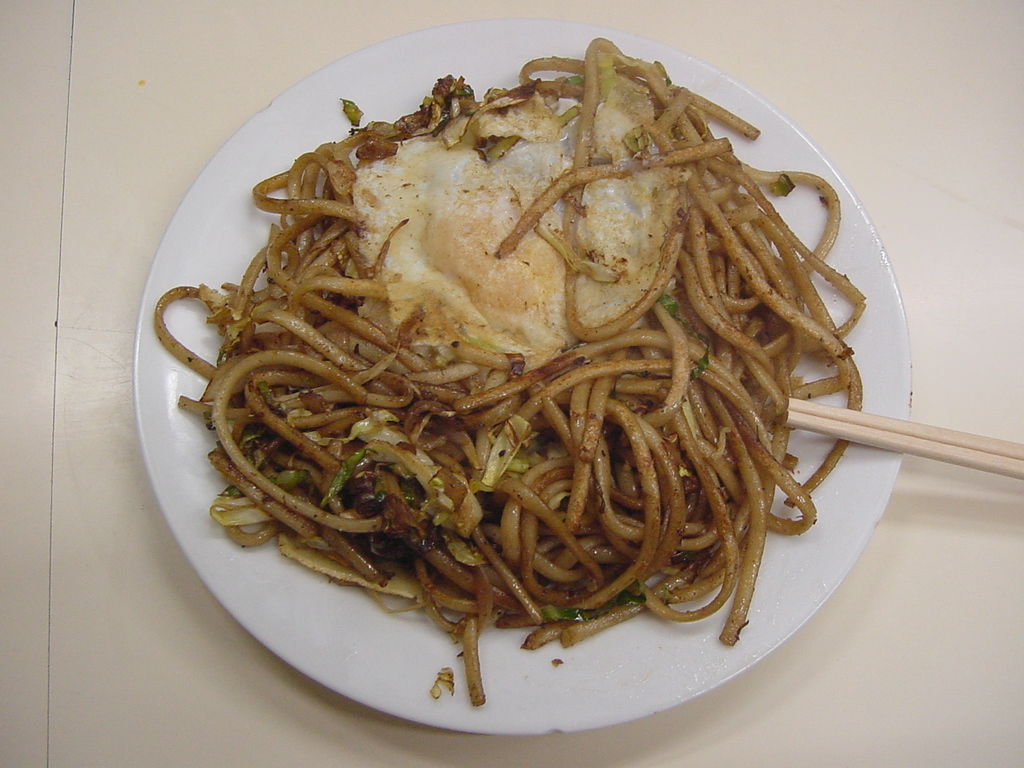
天まど

福岡県北九州市で町おこしとして企画・販売されている。「北九州青年みらい塾」が母体となって、飲食店や有志で「小倉焼うどん研究所」を結成、イベント参加や観光用の地図を作製するなどの活動を行っている。なお、小倉発祥焼うどんの場合「焼き」ではなく「焼」と表示されている。研究所が定める「小倉発祥焼うどん」の定義として、「乾麺を使用」「若松産キャベツを使用」「豚肉はバラ肉を使用」「玉ねぎの甘みを引き出す」「ソースを良く研究する」「削り節はアジ・サバ節を使用」「小倉地酒で香り豊かに仕上げる」こととしている。条件設定には、元祖に対する敬意を払いつつ、創意工夫も促したいという考えが込められている。商品には、料理人が両手に持ったへらで焼うどんを調理している様子が絵柄が使用されている。このほか2006年（平成18年）10月、「焼うどん」をテーマにしたCD「すきっちゃ★小倉焼うどん」（発☆祥子with B級KOKURA）が発売された。2012年（平成24年）には、サンヨー食品（サッポロ一番ブランド）からカップ焼うどんの「北九州小倉焼うどん」が発売された。
また小倉では、卵1個の目玉焼きを乗せた焼きうどんを「天まど」と称している。天窓から月を見た様がその語源となっている。これは、白身の部分を雲に、黄身の部分を月に、それぞれ例えたものである。

### キムトマ焼きうどん
群馬県藤岡市で販売されているご当地グルメの焼きうどんであり、トマトソースとキムチを合わせた「キムトマソース」をかけ、スクランブルエッグや鰹節をトッピングした料理。

### 大邱の焼きうどん
大韓民国大邱広域市では、日本から伝わった焼きうどんがそのまま借用語（야끼우동）となっており、ご当地グルメになっている。唐辛子粉とニンニクで甘辛く味付けされているのが特徴。具にはタマネギ・キャベツ・カボチャ・モヤシ・キクラゲ・ニラ（夏場）・ホウレンソウ（冬場）・エビ・イカ・豚肉が使われる。約30年前に開発され、主に中華料理店で提供されている。

## 飲食店以外で販売される主な製品
日本国内の大手メーカーが製造・販売する主な製品および、ご当地グルメにちなんだ主な製品を挙げる。なお、期間限定の商品も含む。
- 五木食品
生タイプ（LL麺）で「焼うどん」（醤油味・ソース味）を発売している。
- エースコック
カップ麺でセガの PlayStation 3 用ゲーム『龍が如く 見参!』とコラボレーションした「龍が如く 大盛り 極み焼うどん 見参！」を2008年2月11日に期間限定で発売。ゲーム中には、うどん屋の店主が焼きうどんを開発するストーリーが含まれている。
- サンヨー食品（サッポロ一番）
カップ麺で「九州小倉名物焼きうどん」を発売している。
- 寿がきや食品
チルド商品で「焼うどん」（醤油味・ソース味）を発売している。
- 東洋水産（マルちゃん）
チルド商品で「焼きうどん」（醤油味・ソース味・関西風お好みソース味）、「鉄板焼きうどん」（あっさり醤油味・まろやかソース味）を発売。カップ麺で「焼きうどん BAGOON」を発売。
- 日清食品（どん兵衛）
カップ麺で「だし焼きうどん」（旨味ソース仕立て・かつお醤油仕立て）を発売。

ご当地グルメ
- お好み焼き いしん（北九州市） - 乾麺・ソース等のセットで「小倉発祥焼うどん バトルソースエディション」を発売している。
- カワカミ（北九州市） - 乾麺・ソース等のセットで「小倉発祥焼うどん」を発売している。

## イベント
2002年（平成14年）秋に、富士宮やきそばと小倉の焼きうどんが勝負する「天下分け麺の戦い」が、小倉城公園にて開催された。小倉の商店街では、焼きうどんの店とスパゲティの店が競うようなイベントも行われた。また、「小倉焼うどん研究所」が主体となり「B-1グランプリ」に「小倉発祥焼うどん」という名称で出展を行っている。毎年9月の第1土、日曜に行われる彦八まつりでは文枝一門が出店する文枝茶屋の焼きうどんが名物となっている。
いわゆるご当地グルメとしての焼きうどんは、各地でこれを用いた地域振興策としても活用されているが、上記（#各地域の焼きうどんを参照）各地の関係者有志による「全国焼きうどんサミット」が随時行われ、ご当地グルメを用いた地域振興策についての意見交換などの交流がなされている。また近年は、焼きうどんを用いた地域振興の取り組みが行政にも認知され協力体制が取られるようになっており、2013年に開催されたサミットでは来賓として三重県知事が招かれ挨拶も行ったほか、小倉の関係者が「（有志による自発的な取り組みに対して）行政が後から追いついてきた」旨を発言している。